# Stazione di Gakken Kita-Ikoma
La stazione di Gakken Kita-Ikoma (学研北生駒駅?, Gakken Kita-Ikoma-eki) è una stazione ferroviaria suburbana della linea Kintetsu Keihanna situata nella città di Ikoma nella prefettura di Nara in Giappone. Essendo la linea Keihanna sostanzialmente un prolungamento della linea Chūō della metropolitana di Osaka, quasi tutti i treni continuano verso il centro di Osaka.

## Struttura
La stazione è dotata due marciapiedi laterali con due binari su viadotto.
| 1 | ● Linea Kintetsu Keihanna |  | Per e Gakken Nara-Tomigaoka                                  |
| 2 | ● Linea Kintetsu Keihanna |  | Per Ikoma, Nagata e, via linea Chūō, Hommachi, e Cosmosquare |

## Stazioni adiacenti
| «                       | Servizio                | »                       |
| Linea Kintetsu Keihanna | Linea Kintetsu Keihanna | Linea Kintetsu Keihanna |
| ----------------------- | ----------------------- | ----------------------- |
| Shiraniwadai            | Locale                  | Gakken Nara-Tomigaoka   |